# Ocrepeira incerta
Ocrepeira incerta är en spindelart som först beskrevs av Bryant 1936.  Ocrepeira incerta ingår i släktet Ocrepeira och familjen hjulspindlar.
Artens utbredningsområde är Kuba. Inga underarter finns listade i Catalogue of Life.